# کارمن الکترا
تارا لی پتریک (به انگلیسی: Tara Leigh Patrick) (زاده ۸ آوریل ۱۹۷۲) که بیشتر با نام کارمن الکترا (به انگلیسی: Carmen Electra) شناخته می‌شود، بازیگر، مدل، خواننده و رقاص آمریکایی است. شهرت او برای حضور در مجله پلی بوی، حضور در ام‌تی‌وی و نمایش Singled Out، حضور در سریال تلویزیونی بی‌واچ، رقصیدن با پوسی‌کت دالز و همچنین ایفای نقش در فیلم‌های طنز مانند فیلم ترسناک، فیلم تاریخی، فیلم حماسی، ملاقات با اسپارتی‌ها، دوجینش ارزان‌تر است ۲، استارسکی و هاتچ، برگر خوب، کریسمس در سرزمین عجایب و دختر رئیس من است.